# نادي ريال سانتا كروز
نادي ريال سانتا كروز (بالإسبانية: Real Santa Cruz)‏ نادي كرة قدم بوليفي يلعب في الدوري البوليفي. تم تأسيس النادي في سنة 1960.